# Selkäsaari (ö i Lappland, Norra Lappland, lat 67,42, long 26,15)
Selkäsaari är en ö i Finland. Den ligger i sjön Vaalajärvi och i kommunen Sodankylä i den ekonomiska regionen Norra Lappland och landskapet Lappland, i den norra delen av landet, 800 km norr om huvudstaden Helsingfors. Öns area är 5,3 hektar och dess största längd är 0,7 kilometer i sydöst-nordvästlig riktning.